# Asbestose
 Mise en garde médicale
Les termes asbestose (du grec ancien ἄσβεστος), en français européen,  et amiantose, en français canadien, désignent une fibrose pulmonaire interstitielle, diffuse et progressive, qui s'étend des régions péribronchiolaires vers les espaces sous-pleuraux. Cette fibrose du tissu pulmonaire entraînant une insuffisance respiratoire chronique est due à l'inhalation prolongée de poussière d'amiante (l'asbeste est un autre nom pour l'amiante).
L'asbestose peut être associée à d'autres maladies : des atteintes broncho-pulmonaires bénignes telles que des bronchites chroniques, des anomalies immunologiques, voire une insuffisance cardiaque. Il n'existe pas de traitement susceptible de faire régresser le processus.

## Causes

Radiographie montrant des poumons atteints d'asbestose.

L'affection, spécifique de l'amiante, apparaît en général 10 à 20 ans après le début de l'exposition et semble nécessiter des expositions importantes et durables, dont l'intensité minimale n'est pas bien définie, les spécialistes n'étant pas toujours d'accord entre eux sur ce point.

## Symptômes

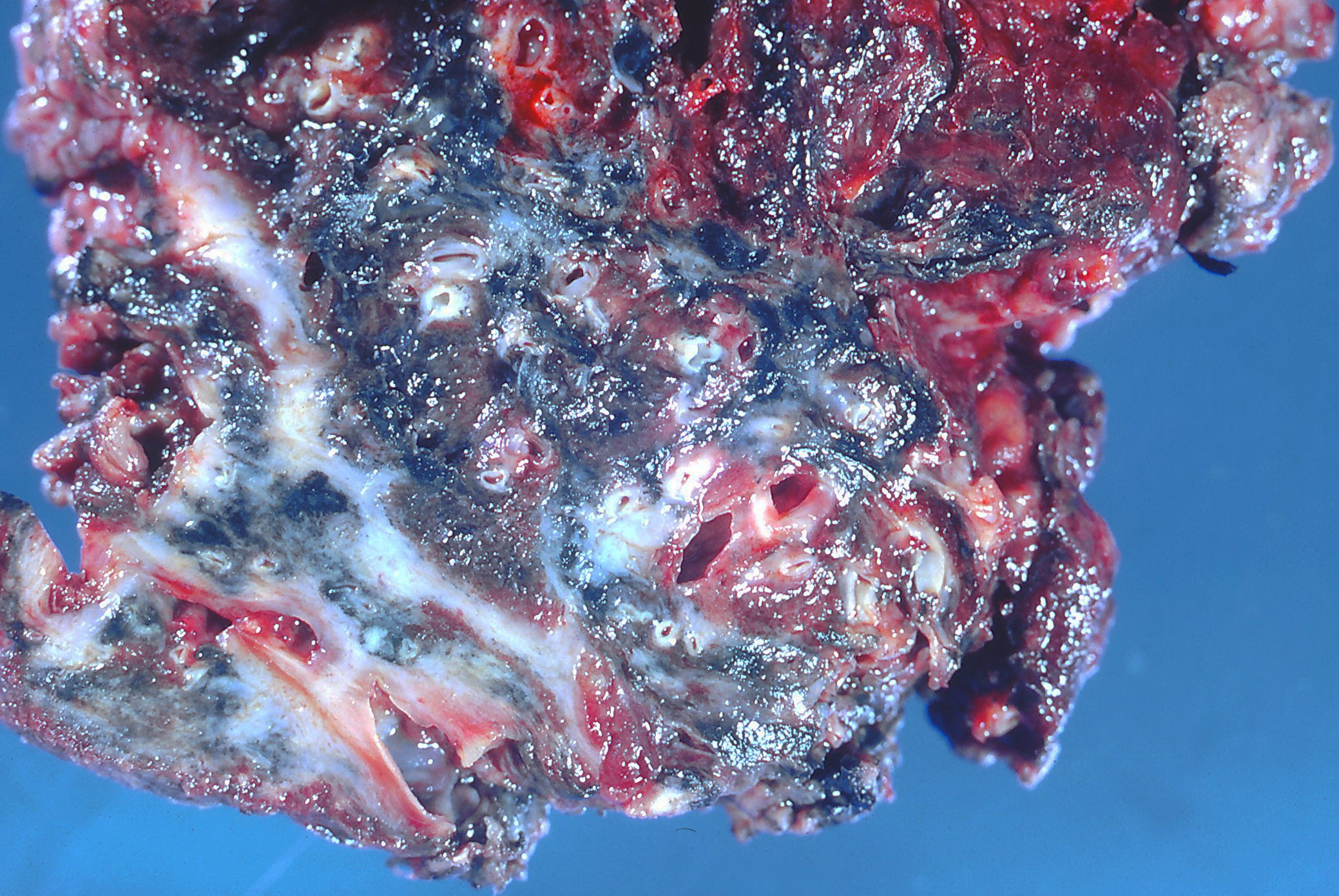
Fibrose étendue de la plèvre et du parenchyme pulmonaire reliée à l'asbestose.

Les symptômes initiaux de l'asbestose ne sont guère significatifs et se développent progressivement, en particulier une dyspnée progressive, d'abord limitée à l'effort, parfois accompagnée d'une toux. Avec le temps, la capacité pulmonaire et la capacité de diffusion de l'oxyde de carbone sont réduites.

### Mésothéliome
Les cristaux d'amiante possèdent un pouvoir oncogène sur le mésothélium. Après plusieurs années, ils peuvent donc entraîner un mésothéliome : il s'agit d'une forme rare et virulente de cancer des surfaces mésothéliales qui affecte le revêtement des poumons (la plèvre), de la cavité abdominale (le péritoine) ou l'enveloppe du cœur (le péricarde). Les premières manifestations retrouvées à l'examen clinique sont des douleurs thoraciques, souvent associées à un essoufflement et à un épanchement pleural récidivant, en général hémorragique. Le temps de latence entre la première exposition et le développement du mésothéliome est rarement inférieur à 20 ans, souvent de l'ordre de 30 à 40 ans, voire plus. Il ne semble pas exister de valeur seuil d'exposition en rapport avec un risque d'apparition.

## Traitements
Aucune méthode ne permet le traitement de la maladie, seuls les symptômes de restriction de la respiration peuvent être atténués grâce à des bronchodilatateurs ou des programmes d'exercices de respiration. Pour une personne ayant atteint un stade avancé de la maladie, une thérapie à l'oxygène pur est utilisée afin d'éviter l'étouffement.

## Épidémiologie et mortalité
Les Centres pour le contrôle et la prévention des maladies aux États-Unis rapportent 14 015 décès entre 1998 et 2007 où l'asbestose était directement ou indirectement la cause de la mort.
Au Québec, les données de la CSST « indiquent que 58 personnes sont mortes, en 2008, et 64, en 2007, d'un cancer du poumon provoqué par l'amiante, de l'amiantose ou de mésothéliome » pour les huit premiers mois de chaque année.

## Controverse
Il n'est plus contesté que l'exposition à certains types d'amiante est source d'asbestose, et augmente significativement la probabilité de cancer du poumon, de mésothéliome et d'autres troubles pulmonaires et pleuraux non-malins.

Les fabricants d'amiante et certains syndicats de mineurs de chrysotile ont longtemps affirmé que l'on manquait de preuves pour arriver à une conclusion.
En 1998,  le Canada avait ainsi attaqué la France devant l’OMC. En juillet 2000, un rapport intérimaire reconnaît que la santé publique justifie l’entrave à la liberté de commerce. Il sera confirmé en 2001, marquant la fin de toute contestation pour l'État français.
Récemment (2011) une étude du Dr. D.M. Bernstein faites sur le modèle animal rat de laboratoire exposé à un aérosol de fibres d'amiante (chrysotile ou amphibole), financée par l'Institut québécois du chrysotile, et visant - selon son auteur - à déterminer et comparer la biopersistance des fibres d'amiante chrysotile ou amphibole dans les poumons, a repris cet argument en concluant que ces fibres chrysotile ne persistaient pas assez longtemps dans le poumon pour induire un cancer.
Une réponse à cette étude conclut que le protocole d'étude mis en place par Bernstein semble biaisé, car il induit une demi-vie de fibres d'amiante anormalement courte (ce qui lui permet d'évoquer une faible carcinogénicité du chrysotile). Selon H Pezerat, « les résultats de Bernstein contredisent les résultats obtenus par des scientifiques indépendants. Les résultats de Bernstein ne peuvent s'expliquer que par un prétraitement agressif des fibres, induisant de nombreux défauts et fragilité dans la structure de ces fibres, entraînant une hydratation rapide et une rupture des fibres longues dans les poumons ».